# ريكر لينش
ريكر لينش (مواليد 8 نوفمبر 1991)  هو ممثل ومغني أمريكي. أشتهر بدوره في مسلسل غلي.

## روابط خارجية
- ريكر لينش على موقع IMDb (الإنجليزية)
- ريكر لينش على موقع ألو سيني (الفرنسية)
- ريكر لينش على موقع ميوزك برينز (الإنجليزية)
- ريكر لينش على موقع تيرنر كلاسيك موفيز (الإنجليزية)
- ريكر لينش على موقع قاعدة بيانات الفيلم (الإنجليزية)
- ريكر لينش على موقع كينوبويسك (الروسية)